# Чантурия, Георгий Отарович
Георгий Отарович (Гия) Чантурия (груз. გიორგი ოთარის ძე [გია] ჭანტურია) (19 августа 1959, Тбилиси, Грузинская ССР, СССР — 3 декабря 1994, Тбилиси, Грузия) — советский диссидент, организатор многочисленных антисоветских и антироссийских митингов, крупнейшим из которых стал апрельский митинг 1989 года. После распада СССР — грузинский политический деятель, лидер националистической партии НДПГ (c 1988 по 1994 гг.). Его убийство вызвало широкий резонанс в стране и является предметом споров до сих пор.

## Биография

### Советский период (до 1991 года)
В 1970-х годах начал активно участвовать в диссидентском и национальном движении. В 1978 году Георгий Чантурия стал одним из первых стихарников Католикоса-Патриарха Всея Грузии. В 1979 году был впервые арестован за диссидентскую деятельность. В 1981 году стал одним из основателей возрождённой Национально-демократической партии. После возрождения НДПГ, Чантурия участвовал в подпольном выпуске в Тбилиси самиздатовского журнала «Моамбе» («Вестник»), бюллетеня «Картули Хроника» («Грузинская Хроника»). В 1983 году был осуждён по ст. 206-3 УК Грузинской ССР (организация или активное участие в групповых действиях, нарушающих общественный порядок) на 3 года лишения свободы. Помилован в 1985 году.
В 1989 году стал одним из организаторов апрельского митинга 1989 года, разогнанного Советской армией.
В 1991 году по инициативе президента Звиада Гамсахурдиа был привлечён к уголовной ответственности, но в связи с отстранением Гамсахурдиа от власти судебное разбирательство и уголовное дело были прекращены.

### Убийство (1994)
3 декабря 1994 года Чантурия был расстрелян во дворе собственного дома. Находившаяся вместе с ним в машине его супруга Ирина Саришвили, также в результате обстрела, получила несколько ранений. Похоронен во дворе Кашветской церкви в Тбилиси.
Убийство Чантурия вызвало огромный политический и общественный резонанс в стране. В данном убийстве, а также ряде других политических убийств, обвинили экс-министра безопасности Игоря Гиоргадзе. После его бегства из страны в 1996 году грузинские власти объявили его в международный розыск.
Согласно сообщениям некоторых СМИ, на брифинге, проходившем во дворе Кашветской церкви 3 ноября 2007 года, Ирина Саришвили назвала имена убийц своего мужа. По её словам, ликвидация Георгия Чантурия была организована тогдашним министром внутренних дел Грузии Шота Квирая, бывшим заместителем председателя комитета Парламента Грузии по вопросам обороны и безопасности Николозом Руруа и его братом Георгием Руруа, бывшим «мхедрионовцем». Всего же в убийстве принимало участие 14 человек, однако арестован из них был только один — Темур Хачишвили. Причиной этого, по мнению Саришвили, явилось покровительство властей Эдуарда Шеварднадзе, не заинтересованных в розыске и наказании убийц.
Однако через месяц после этого, в начале декабря 2007 года, тогдашний руководитель Комитета по обороне и безопасности Гиви Таргамадзе заявил, что подобными обвинениями против Георгия Руруа Ирина Саришвили пытается перекрыть собственную вину, поскольку «Георгий Чантурия стал жертвой бывшего шефа безопасности, Игоря Гиоргадзе, а лидером партии Игоря Гиоргадзе является Ирина Саришвили».

## Память
Ежегодно 3 декабря, в день гибели Чантурия, члены НДПГ и его друзья собираются во дворе Кашветской церкви на могиле Георгия.
Именем Георгия Чантурия названа улица в Тбилиси.